# Köpings kommun
59°31′N 15°59′Ø / 59.517°N 15.983°Ø
Köping kommune ligger i landskapet Västmanland i länet Västmanlands län i Sverige. Kommunens administrationscenter ligger i byen Köping. Köping er beliggende ved vestenden af Mälaren og har Sveriges næststørste indlandshavn.

## Byer
Köping kommune har tre byer.
Indbyggere pr. 31. december 2005.
| #  | By       | Indbyggere |
| -- | -------- | ---------- |
| 1. | Köping   | 17.358     |
| 2. | Kolsva   | 2.539      |
| 3. | Munktorp | 485        |

## Eksterne kilder og henvisninger
- ”Kommunarealer den 1. januar 2012” (Excel). Statistiska centralbyrån.
- ”Folkmängd i riket, län och kommuner 30 juni 2012”. Statistiska centralbyrån.

- Wikimedia Commons har flere filer relateret til Köpings kommun